# Заслуженный архитектор Латвийской ССР
Заслуженный архитектор Латвийской ССР — почётное звание, типичное для всех союзных республик СССР, присваивалось Президиумом Верховного Совета Латвийской ССР архитекторам, внёсшим большой вклад в развитие латвийской советской архитектуры, за выдающуюся творческую деятельность в области градостроительства, в создании современных жилых, общественных, промышленных и сельскохозяйственных зданий, сооружений и комплексов или имеющим особые заслуги в развитии архитектурной науки, принимающим активное участие в общественной жизни.
Звание было установлено Указом Президиума Верховного Совета Латвийской ССР. С момента первого награждения в 1968 году почётное звание было присвоено шестнадцати архитекторам.

## Награждённые почётным званием Заслуженный архитектор Латвийской ССР

#### 1968
- Андрейс Янович Айварс (1909—1975)
- Эвалдс Янович Кише (1899—1974)

#### 1969
- Эмма Карловна Айзсилниеце (1898—1981)
- Юрий Михайлович Васильев (1928)
- Модрис Мартынович Гелзис (1929)
- Владимир Вячеславович Шнитников (1913—1996)

#### 1970
- Ольгертс Николаевич Крауклис (1931)

#### 1971
- Леонс Кришьянович Плауциньш (1903)

#### 1978
- Гунарс Константинович Асарис (1934)
- Валдис Албертович Калниньш (1932)
- Янис Феликсович Рубинс (1928)

#### 1979
- Янис Никласович Вилциньш (1931)
- Волдемарс Донатович Шустс (1929)

#### 1981
- Виктор Августович Зилгалвис (1929)
- Айна Яновна Титмане (1928)

#### 1982
- Иварс Арвидович Страутманис (1932)